# Victoria-eiland
Victoria-eiland (Frans: Île Victoria, Engels: Victoria Island) is een van de grootste eilanden in de wereld. Het ligt in de Noordelijke IJszee en is een van de Canadese Arctische Eilanden. In het westen is het door de Straat Prince of Wales van Bankseiland gescheiden. In het oosten door de M'Clintock Channel van het Prins van Waleseiland. In het zuidoosten liggen de Larsen Sound, de Victoria Strait en de Koningin Maudgolf.
Het westelijke deel behoort tot de Northwest Territories en het oostelijke hoort bij Nunavut. Met 217.291 km² is het qua grootte het 8ste eiland van de wereld en het op een na grootste van Canada. Er wonen ongeveer 1700 mensen op het eiland. Het klimaat is arctisch met 10 of 11 maanden winter en 1 maand lente.